# Marck, Pas-de-Calais
Marck là một xã ở tỉnh Pas-de-Calais trong vùng Hauts-de-France của Pháp.

## Sự phát triển dân số
| Năm  | Dân số |
| ---- | ------ |
| 1962 | 3899   |
| 1968 | 4576   |
| 1975 | 5735   |
| 1982 | 7448   |
| 1999 | 9069   |
| 1999 | 8987   |
| 2006 | 9235   |